# Bad and Crazy
 (octobre 2022).
La mise en forme du texte ne suit pas les recommandations de Wikipédia : il faut le « wikifier ».
Les points d'amélioration suivants sont les cas les plus fréquents. Le détail des points à revoir est peut-être précisé sur la page de discussion.
- Les titres sont pré-formatés par le logiciel. Ils ne sont ni en capitales, ni en gras.
- Le texte ne doit pas être écrit en capitales (les noms de famille non plus), ni en gras, ni en italique, ni en « petit »…
- Le gras n'est utilisé que pour surligner le titre de l'article dans l'introduction, une seule fois.
- L'italique est rarement utilisé : mots en langue étrangère, titres d'œuvres, noms de bateaux, etc.
- Les citations ne sont pas en italique mais en corps de texte normal. Elles sont entourées par des guillemets français : « et ».
- Les listes à puces sont à éviter, des paragraphes rédigés étant largement préférés. Les tableaux sont à réserver à la présentation de données structurées (résultats, etc.).
- Les appels de note de bas de page (petits chiffres en exposant, introduits par l'outil «  Source ») sont à placer entre la fin de phrase et le point final[comme ça].
- Les liens internes (vers d'autres articles de Wikipédia) sont à choisir avec parcimonie. Créez des liens vers des articles approfondissant le sujet. Les termes génériques sans rapport avec le sujet sont à éviter, ainsi que les répétitions de liens vers un même terme.
- Les liens externes sont à placer uniquement dans une section « Liens externes », à la fin de l'article. Ces liens sont à choisir avec parcimonie suivant les règles définies. Si un lien sert de source à l'article, son insertion dans le texte est à faire par les notes de bas de page.
- La présentation des références doit suivre les conventions bibliographiques. Il est recommandé d'utiliser les modèles {{Ouvrage}}, {{Chapitre}}, {{Article}}, {{Lien web}} et/ou {{Bibliographie}}. Le mode d'édition visuel peut mettre en forme automatiquement les références.
- Insérer une infobox (cadre d'informations à droite) n'est pas obligatoire pour parachever la mise en page.

Pour une aide détaillée, merci de consulter Aide:Wikification.
Si vous pensez que ces points ont été résolus, vous pouvez retirer ce bandeau et améliorer la mise en forme d'un autre article.
Bad and Crazy (hangeul : 배드 앤 크레이지 ; RR : Baedeu aen Keureiji) est une série télévisée sud-coréenne. Réalisé par Yoo Seon-dong et coproduit par Studio Dragon et Mink Entertainment, elle met en vedette Lee Dong-wook, Wi Ha-joon, Han Ji-eun et Cha Hak-yeon dans les rôles principaux. Cette série originale iQIYI dépeint l'histoire d'un détective compétent mais corrompu dont la vie est plongée dans le chaos par une mystérieuse entité en quête de justice. Elle a été créée sur tvN & iQIYI le 17 décembre 2021 et diffusée tous les vendredis et samedis à 22h40 (KST) jusqu'au 28 janvier 2022.

## Synopsis
L'histoire parle d'un détective corrompu qui manifeste une double personnalité qui nourrit un sens de la justice. Su-yeol (Lee Dong-wook) travaille comme policier. Il est compétent dans son travail, mais il a aussi une éthique douteuse. Il fera tout pour réussir. En raison de sa personnalité ambitieuse, il a reçu des promotions en peu de temps. Sa vie tranquille change soudainement avec l'apparition de K (Wi Ha-joon). K est juste, mais aussi fou. Chaque fois qu'il fait face à une injustice, il a recoure à la violence. Il rêve d'être un héros. Pendant ce temps, Lee Hui Gyeom (Han Ji-eun) travaille comme lieutenant de police dans la brigade des stupéfiants du département de police de Mooui. Selon le scénario, Su Yeol et Hui Gyeom sont déjà sortis ensemble et se sont séparés. C'est aussi une personne juste et enthousiaste dans son travail. Su Yeol est en lice pour une promotion mais est mis à l'écart car il manque de relations. Su Yeol est dans l'unité anti-corruption du département et enquête sur la mort de l'inspecteur Tak Min Soo de l'unité des stupéfiants. Hui Gyeom, qui fait également partie de l'unité des stupéfiants, est convaincue que Su Yeol ne gérera pas bien l'affaire et inculpera son capitaine, Kim Gye Sik. Pendant ce temps, l'officier de la sous-station Oh Gyeong Tae tombe sur une petite fille qui affiche des dépliants à la recherche de sa mère disparue. Oh Gyeong Tae trouve l'officier chargé de l'affaire et demande l'avancée de l'enquête. L'inspecteur adjoint Do In Beom dit à Oh Gyeong Tae que la femme était une fugueuse et une toxicomane régulièrement signalée et qu'elle finira par revenir, il n'est donc pas nécessaire d'enquêter. Pour aider la petite fille, Oh Gyeong Tae commence à enquêter sur l'affaire même s'il n'a pas les compétences. Oh Gyeong Tae extrait les relevés de téléphone portable de la femme disparue et atteint son appartement. Il trouve des traces d'eau de javel, de sang et de cheveux dans son appartement et est convaincu qu'elle a été tuée. Il est attaqué par Do In Beom qui justifie d'avoir battu Oh Gyeong Tae alors qu'il enfreignait sa juridiction. Pendant ce temps, Su Yeol semble rencontrer un mystérieux homme portant un casque qui se présente de manière inattendue et le bat.

## Distribution

### Principal
- Lee Dong-wook dans le rôle de Ryu Soo-yeol/In Jae-hui.
  - Nam Do-yoon en tant que jeune In Jae-hui.

Un détective de police corrompu qui se transforme en champion de la justice. Il est compétent dans son travail, mais il a aussi une éthique douteuse. Il fera tout pour réussir. En raison de sa personnalité ambitieuse, il a reçu des promotions en peu de temps. Sa vie tranquille change soudainement avec l'apparition de K.
- Wi Ha-joon comme K

Un homme casqué avec un sens fou de la justice. C'est une personne juste, mais aussi folle. Chaque fois qu'il fait face à une injustice, il a recoure à la violence.
- Han Ji-eun comme Lee Hui-gyeom.

Un détective de l'équipe d'enquête sur les crimes liés à la drogue. Hee Kyum travaille comme lieutenant de police dans la brigade des stupéfiants du département de police de Mooui. C'est aussi une personne juste et enthousiaste dans son travail. Elle est l'ex-petite amie de Soo-Yeol. C'est une détective avec un indice de passion, qui a postulé dans le monde des enquêtes sur la drogue pour profiter de la joie de frapper les méchants. Elle vient d'un milieu aisé et a eu une bonne éducation, mais est considérée comme le "mouton noir" de la famille. Elle se heurte également constamment à Soo Yeol.
- Cha Hak-yeon dans le rôle d'Oh Kyeong-tae.

Le plus jeune membre du département d'enquête anti-corruption de l'Agence nationale de police. C'est une personne infiniment amicale et chaleureuse qui ne peut pas passer à côté des personnes en difficulté et les approcher en premier et leur offrir un coup de main. Il a un côté propre et pur sans aucune ride, mais il apparaîtra comme un policier ardent, qui ne lâche pas la ficelle du doute avec sa ténacité et sa ténacité qui ne manque pas un seul indice dans son travail, augmentant la tension de la pièce et révélant une forte présence.

### Secondaire

#### Agence de police de Munyang
Division des enquêtes anti-corruption
- Sung Ji-ru dans le rôle de Bong-pil, chef du département d'enquête anti-corruption de l'agence de police de Munyang[6].
- Cha Si-won dans le rôle de Jae-seon, 2e inspecteur d'équipe de la Division des enquêtes anti-corruption[7].

Division des enquêtes sur les crimes liés à la drogue
- Lee Hwa-ryong dans le rôle de Gye-sik, équipe d'enquête sur la criminalité liée aux stupéfiants, équipe d'enquête sur la criminalité liée à la drogue, chef d'équipe.
- Shin Joo-hwan dans le rôle de Heo Jong-goo, équipe d'enquête sur la criminalité liée aux stupéfiants, équipe d'enquête sur la criminalité liée à la drogue.
- Jo Dong-in dans le rôle de Chan-ki Jeong, équipe d'enquête sur la criminalité liée aux stupéfiants, équipe d'enquête sur la criminalité liée à la drogue.
- Lee Sang-hong dans le rôle de Do In-beom, détective des homicides[8].

#### Organisation de la drogue
- Kim Hieo-ra en tant que chef courageux, chef de gang de drogue[9].
- Won Hyun-jun dans le rôle d'Andrei, le serviteur du guerrier[10].

### Les autres
- Lee Joo-hyeon comme Tak Min-su[11].
- Kang Ae-shim dans le rôle de Seo Seung-suk, la mère adoptive de Soo-yeol.
- Kim Dae-gon dans le rôle de Ryu Dong-yeol, le frère aîné adoptif de Soo-yeol[12].
  - Park Seon-hu en tant que jeune Ryu Dong-yeol.

En tant qu'élève du collège, il a regardé et a trouvé Jae-hui endormi devant sa maison le matin.
- Lim Ki-hong en tant que membre de l'Assemblée Do Yu-gon.
- Nam Woo-joo dans le rôle de Jeong Hyeon-soo, un technicien de fabrication d'équipements[13].
- Park Se-joon dans le rôle de Nam Eun-seok, procureur stagiaire au bureau du procureur du district de Munyang[14].
- Jung Sung-il dans le rôle de Shin Ju-hyeok / Jeong Yun-ho, thérapeute d'un centre pour jeunes et manipulateur de Soo-yeol depuis sa jeunesse[15].
  - Jung Yoon-seok en tant que jeune Jeong Yun-ho[16].
- Park Ji-hong dans le rôle de Su Jan, le chef d'une organisation criminelle dirigée par le chef Masa, bien qu'il soit un travailleur étranger. Il parle librement le coréen à un haut niveau[17].
- Park Min-sang dans le rôle de Shim Jeong-hun.

### Caméo
- Park Seo-yeon dans le rôle de Baek Young-joo (ep.8)[18].
- Yang Dae-hyuk dans le rôle de Park Seong-gwan[19].
- Kim Seon-hwa comme docteur Hong[20].

## Production
Le 31 mars 2021, il a été annoncé que Yoo Seon-dong, le réalisateur de la série télévisée OCN 2020 The Uncanny Counter, dirigerait Bad and Crazy d'OCN. Un jour plus tard, l'agence de Lee Dong-wook, King Kong by Starship, a déclaré qu'il envisageait positivement l'offre d'apparaître dans la série. La série est la troisième collaboration dramatique entre iQIYI et Studio Dragon, après My Roommate Is a Gumiho et Shooting Stars (actuellement en cours de production), avec Mink Entertainment ( Drama Stage : Anthology ) en tant que coproducteur. Il était prévu de le diffuser sur OCN, mais plus tard, la chaîne de diffusion a été changée en tvN,. Le 19 mai 2021, il a été rapporté que Han Ji-eun avait reçu une invitation à apparaître dans la série. Le 14 juin, l'agence de Cha Hak-yeon, Fifty OneK, a annoncé qu'il envisageait la proposition d'apparaître dans la série. Le 1er septembre, Lee Dong-wook et Han Ji-eun ont été confirmés pour jouer le rôle principal dans la série télévisée.
Le site de lecture de scripts a été révélé en publiant des images fixes le 27 octobre 2021.

### Tournage
Le 8 août, le tournage de la série a eu lieu à Ochang-eup, Cheongwon-gu, province du Chungcheong du Nord.

## Sortie
La série est sortie le 17 décembre 2021 et diffusée tous les vendredis et samedis à 22h40 ( KST ). Il est également disponible sur iQIYI dans 191 pays pour le streaming.

## Bande originale

### Partie 1
| 1. | Bulldozer (불도저)       | Don Mills | 2:55 |
| 2. | Bulldozer (instrumental) |           | 2:55 |

### Partie 2
| 1. | BUMP!                | G2 (G2), Scholarship | 2:54 |
| 2. | BUMP! (instrumental) |                      | 2:54 |

### Partie 3
| 1. | Out of My Way                | Vincent (Crackshot) | 2:41 |
| 2. | Out of My Way (instrumental) |                     | 2:41 |

### Partie 4
| 1. | Present                | Song Yerin | 3:36 |
| 2. | Present (instrumental) |            | 3:36 |

## Audience
| Ep. | Date de diffusion originale | Part d'audience moyenne <br /> (Nielsen Corée) , | Part d'audience moyenne <br /> (Nielsen Corée) , |
| Ep. | Date de diffusion originale | À l'échelle nationale                            | Séoul                                            |
| --- | --------------------------- | ------------------------------------------------ | ------------------------------------------------ |
| 1 | 17 décembre 2021            | 4.473% (1st)                                     | 4.769% (1st)                                     |
| 2 | 18 décembre 2021            | 3,686% (2nd)                                     | 4,202% (2nd)                                     |
| 3 | 24 décembre 2021            | 3,747% (1st)                                     | 4,325% (1st)                                     |
| 4 | 25 décembre 2021            | 3,134% (2nd)                                     | 3,579 % (2nd)                                    |
| 5 | 31 décembre 2021            | 3,398 % (1st)                                    | 3,683% (1st)                                     |
| 6 | 1er janvier 2022            | 2,617% (3rd)                                     | 3,032 % (3rd)                                    |
| sept | 7 janvier 2022              | 3,477% (1st)                                     | 3,619% (1st)                                     |
| 8 | 8 janvier 2022              | 3,098 % (2nd)                                    | 3,521% (2nd)                                     |
| 9 | 14 janvier 2022             | 3,389% (1st)                                     | NC                                               |
| dix | 21 janvier 2022             | 2,811% (2nd)                                     | 3,106% (1st)                                     |
| 11 | 22 janvier 2022             | 2.390% (3rd)                                     | 2.825% (2nd)                                     |
| 12 | 28 janvier 2022             | 2,841% (1st)                                     | 2.830% (1st)                                     |
| Moyen | Moyen                       | 3.255%                                           | —                                                |
| - Dans le tableau ci-dessus, les chiffres bleus représentent les notes les plus basses et les chiffres rouges représentent les notes les plus élevées. - Ce drame est diffusé sur une chaîne câblée/télévision payante qui a normalement une audience relativement plus petite par rapport à la télévision gratuite/diffuseurs publics (KBS, SBS, MBC et EBS). |                             |                                                  |                                                  |